# Scotopteryx prieta
Scotopteryx prieta är en fjärilsart som beskrevs av Ribbe 1912. Scotopteryx prieta ingår i släktet backmätare, och familjen mätare. Inga underarter finns listade.